# Le Rouget-Pers
Le Rouget-Pers es una comuna nueva francesa situada en el departamento de Cantal, de la región de Auvernia-Ródano-Alpes.

## Historia
Fue creada el 1 de enero de 2016, en aplicación de una resolución del prefecto de Cantal de 4 de diciembre de 2015 con la unión de las comunas de Le Rouget y Pers, pasando a estar el ayuntamiento en la antigua comuna de Le Rouget.

## Demografía
| Gráfica de evolución demográfica de Le Rouget-Pers entre 1800 y 2013 |
|                                                                      |

Los datos entre 1800 y 2013 son el resultado de sumar los parciales de las dos comunas que forman la nueva comuna de Le Rouget-Pers, cuyos datos se han cogido de 1800 a 1999, para las comunas de Le Rouget y Pers de la página francesa EHESS/Cassini. Los demás datos se han cogido de la página del INSEE.

## Composición
| Comuna delegada | Código INSEE | Población (2013) | Superficie (km²) | Densidad (hab./km²) |
| --------------- | ------------ | ---------------- | ---------------- | ------------------- |
| Le Rouget       | 15268        | 976              | 8.23             | 119                 |
| Pers            | 15150        | 302              | 16.05            | 19                  |